# Соломкин, Пётр Семёнович
Пётр Семёнович Соло́мкин (1893 — 1965) — советский учёный в области ветеринарии, лауреат Сталинской премии (1951).

## Биография
Ученик профессора Павла Николаевича Андреева (1872—1949).
Профессор Всесоюзного института экспериментальной ветеринарии, заведующий лабораторией по изучению болезней свиней.

## Научная деятельность
Разработал иммунную сыворотку и вакцину для лечения свиней, поражённых болезнью Ауески. Участвовал в усовершенствовании вакцины от рожи свиней.

### Научные труды
- Предупреждение заболеваний свиней [Текст]. — Москва : Колос, 1965. — 80 с.; 19 см.
- Чума свиней [Текст] / Проф. П. С. Соломкин. — Москва : Сельхозгиз, 1951. — 32 с. : ил.; 20 см.
- Листереллез сельскохозяйственных животных [Текст] / П. С. Соломкин, проф. — Москва : Сельхозгиз, 1959. — 62 с. : ил.; 20 см.
- Болезнь Ауески у сельскохозяйственных животных [Текст] / Проф. П. С. Соломкин. — Москва : Сельхозгиз, 1949 (Образцовая тип. им. Жданова). — 128 с. : ил.; 21 см.
- Болезнь Ауески (ложное бешенство) у сельскохозяйственных животных [Текст] / Проф. П. С. Соломкин, лауреат Сталинской премии. — Москва : Сельхозгиз, 1953. — 48 с. : ил.; 20 см.
- Диплококковая инфекция / П. С. Соломкин // В кн.: Болезни свиней. М. — 1961. — С. 111—114.

## Награды и звания
- Доктор ветеринарных наук, профессор.
- Лауреат Сталинской премии 1951 года — за разработку метода изготовления сыворотки и вакцины против заразного заболевания животных — болезни Ауэски.